# Dreiband Grand Prix 1993/1
Der Dreiband Grand Prix 1993/1 war das 43. Turnier in dieser Disziplin des Karambolagebillards und fand vom 7. bis zum 10. Januar 1992 in Brøndby statt.
Das UMB/CEB-Turnier wurde als CEB-GRAND-PRIX DREIBAND ausgetragen.

## Geschichte
Der Schwede Lennart Blomdahl gewann in Brøndby sein zweites Grand-Prix-Turnier. Im Finale bezwang er den Niederländer Dick van Uum mit 3:1 Sätzen. Das Spiel um Platz drei gewann Blomdahls Landsmann Michael Nilsson mit 2:1 gegen Christian Rudolph aus Essen.

## Turniermodus
Vor der Gruppenphase wurde eine Qualifikation gespielt. In der Qualifikation und in der Gruppenphase wurden zwei Gewinnsätze und ab dem Viertelfinale drei Gewinnsätze gespielt. Das Spiel um Platz drei wurde auch mit zwei Gewinnsätzen gespielt.

Bei MP-Gleichstand wurde in folgender Reihenfolge gewertet:
1. MP = Matchpunkte
2. SP = Satzpunkte
3. GD = Generaldurchschnitt
4. HS = Höchstserie

In der Gruppenphase zählte bei Punktgleichheit der direkte Vergleich.

## Vorrunde

### Gruppenphase
| Abschlusstabelle Gruppe A | Abschlusstabelle Gruppe A | Abschlusstabelle Gruppe A | Abschlusstabelle Gruppe A | Abschlusstabelle Gruppe A | Abschlusstabelle Gruppe A | Abschlusstabelle Gruppe A | Abschlusstabelle Gruppe A |
| Platz                     | Name                      | MP                        | SP                        | Pkte.                     | Aufn.                     | GD                        | HS                        |
| ------------------------- | ------------------------- | ------------------------- | ------------------------- | ------------------------- | ------------------------- | ------------------------- | ------------------------- |
| 1                         | Danny Korte               | 4                         | 4:3                       | 81                        | 92                        | 0,880                     | 6                         |
| 2                         | Tonny Carlsen             | 4                         | 4:3                       | 99                        | 90                        | 1,100                     | 5                         |
| 3                         | Kurt Thøgersen            | 2                         | 4:5                       | 95                        | 118                       | 0,805                     | 6                         |
| 4                         | Rini van Bracht           | 2                         | 3:4                       | 79                        | 94                        | 0,840                     | 8                         |

| Abschlusstabelle Gruppe B | Abschlusstabelle Gruppe B | Abschlusstabelle Gruppe B | Abschlusstabelle Gruppe B | Abschlusstabelle Gruppe B | Abschlusstabelle Gruppe B | Abschlusstabelle Gruppe B | Abschlusstabelle Gruppe B |
| Platz                     | Name                      | MP                        | SP                        | Pkte.                     | Aufn.                     | GD                        | HS                        |
| ------------------------- | ------------------------- | ------------------------- | ------------------------- | ------------------------- | ------------------------- | ------------------------- | ------------------------- |
| 1                         | Michael Nilsson           | 6                         | 6:1                       | 102                       | 83                        | 1,228                     | 6                         |
| 2                         | Brian Knudsen             | 4                         | 4:2                       | 81                        | 74                        | 1,094                     | 7                         |
| 3                         | Hans Laursen              | 2                         | 3:5                       | 86                        | 83                        | 1,036                     | 10                        |
| 4                         | Bo Olsson                 | 0                         | 1:6                       | 70                        | 89                        | 0,786                     | 5                         |

| Abschlusstabelle Gruppe C | Abschlusstabelle Gruppe C | Abschlusstabelle Gruppe C | Abschlusstabelle Gruppe C | Abschlusstabelle Gruppe C | Abschlusstabelle Gruppe C | Abschlusstabelle Gruppe C | Abschlusstabelle Gruppe C |
| Platz                     | Name                      | MP                        | SP                        | Pkte.                     | Aufn.                     | GD                        | HS                        |
| ------------------------- | ------------------------- | ------------------------- | ------------------------- | ------------------------- | ------------------------- | ------------------------- | ------------------------- |
| 1                         | Lennart Blomdahl          | 6                         | 6:1                       | 72                        | 61                        | 1,180                     | 5                         |
| 2                         | Peter Thøgersen           | 4                         | 4:3                       | 51                        | 38                        | 1,342                     | 6                         |
| 3                         | Roland Uyddewillegen      | 2                         | 4:4                       | 67                        | 46                        | 1,456                     | 12                        |
| 4                         | Christoph Pilss           | 0                         | -                         | -                         | -                         | -                         | -                         |

| Abschlusstabelle Gruppe D | Abschlusstabelle Gruppe D | Abschlusstabelle Gruppe D | Abschlusstabelle Gruppe D | Abschlusstabelle Gruppe D | Abschlusstabelle Gruppe D | Abschlusstabelle Gruppe D | Abschlusstabelle Gruppe D |
| Platz                     | Name                      | MP                        | SP                        | Pkte.                     | Aufn.                     | GD                        | HS                        |
| ------------------------- | ------------------------- | ------------------------- | ------------------------- | ------------------------- | ------------------------- | ------------------------- | ------------------------- |
| 1                         | Christian Rudolph         | 4                         | 5:3                       | 103                       | 72                        | 1,430                     | 7                         |
| 2                         | Leon Smolders             | 4                         | 5:4                       | 102                       | 131                       | 0,778                     | 6                         |
| 3                         | Andreas Efler             | 4                         | 5:4                       | 112                       | 108                       | 1,037                     | 6                         |
| 4                         | Kurt Andersen             | 0                         | 2:6                       | 87                        | 130                       | 0,669                     | 6                         |

| Abschlusstabelle Gruppe E | Abschlusstabelle Gruppe E | Abschlusstabelle Gruppe E | Abschlusstabelle Gruppe E | Abschlusstabelle Gruppe E | Abschlusstabelle Gruppe E | Abschlusstabelle Gruppe E | Abschlusstabelle Gruppe E |
| Platz                     | Name                      | MP                        | SP                        | Pkte.                     | Aufn.                     | GD                        | HS                        |
| ------------------------- | ------------------------- | ------------------------- | ------------------------- | ------------------------- | ------------------------- | ------------------------- | ------------------------- |
| 1                         | Paul Stroobants           | 4                         | 5:3                       | 113                       | 95                        | 1,189                     | 8                         |
| 2                         | Maximo Aguirre            | 4                         | 4:3                       | 83                        | 74                        | 1,121                     | 7                         |
| 3                         | Jozef Gijsels             | 2                         | 3:4                       | 92                        | 82                        | 1,121                     | 5                         |
| 4                         | Ben Velthuis              | 2                         | 2:4                       | 56                        | 54                        | 1,037                     | 7                         |

| Abschlusstabelle Gruppe F | Abschlusstabelle Gruppe F | Abschlusstabelle Gruppe F | Abschlusstabelle Gruppe F | Abschlusstabelle Gruppe F | Abschlusstabelle Gruppe F | Abschlusstabelle Gruppe F | Abschlusstabelle Gruppe F |
| Platz                     | Name                      | MP                        | SP                        | Pkte.                     | Aufn.                     | GD                        | HS                        |
| ------------------------- | ------------------------- | ------------------------- | ------------------------- | ------------------------- | ------------------------- | ------------------------- | ------------------------- |
| 1                         | Jan Arnouts               | 6                         | 6:2                       | 108                       | 88                        | 1,227                     | 9                         |
| 2                         | Johnny Møller             | 4                         | 4:2                       | 81                        | 85                        | 0,952                     | 6                         |
| 3                         | Raimond Burgman           | 2                         | 2:4                       | 90                        | 65                        | 1,384                     | 10                        |
| 4                         | Poul Bjerring             | 0                         | 1:6                       | 59                        | 63                        | 0,936                     | 8                         |

| Abschlusstabelle Gruppe G | Abschlusstabelle Gruppe G | Abschlusstabelle Gruppe G | Abschlusstabelle Gruppe G | Abschlusstabelle Gruppe G | Abschlusstabelle Gruppe G | Abschlusstabelle Gruppe G | Abschlusstabelle Gruppe G |
| Platz                     | Name                      | MP                        | SP                        | Pkte.                     | Aufn.                     | GD                        | HS                        |
| ------------------------- | ------------------------- | ------------------------- | ------------------------- | ------------------------- | ------------------------- | ------------------------- | ------------------------- |
| 1                         | Jorge Theriaga            | 6                         | 6:2                       | 109                       | 91                        | 1,197                     | 11                        |
| 2                         | Edgar Bettzieche          | 4                         | 5:3                       | 95                        | 112                       | 0,848                     | 4                         |
| 3                         | Julio Crispin             | 2                         | 3:4                       | 87                        | 113                       | 0,769                     | 7                         |
| 4                         | Martin Olesen             | 0                         | 1:6                       | 68                        | 109                       | 0,623                     | 5                         |

| Abschlusstabelle Gruppe H | Abschlusstabelle Gruppe H | Abschlusstabelle Gruppe H | Abschlusstabelle Gruppe H | Abschlusstabelle Gruppe H | Abschlusstabelle Gruppe H | Abschlusstabelle Gruppe H | Abschlusstabelle Gruppe H |
| Platz                     | Name                      | MP                        | SP                        | Pkte.                     | Aufn.                     | GD                        | HS                        |
| ------------------------- | ------------------------- | ------------------------- | ------------------------- | ------------------------- | ------------------------- | ------------------------- | ------------------------- |
| 1                         | Dick van Uum              | 6                         | 6:1                       | 97                        | 82                        | 1,182                     | 6                         |
| 2                         | Karsten Lieberkind        | 4                         | 4:3                       | 85                        | 83                        | 1,024                     | 5                         |
| 3                         | Louis Havermans           | 2                         | 3:4                       | 80                        | 76                        | 1,052                     | 7                         |
| 4                         | Henry Kalita              | 0                         | 1:6                       | 59                        | 86                        | 0,686                     | 5                         |

## Endrunde

### K.-o.-Phase
Im Folgenden ist der Turnierbaum der Finalrunde aufgelistet. Legende: 1. Satz/2. Satz/3. Satz/4. Satz/5. Satz/(ED)

|  | Viertelfinale 3 GS bis 15 | Viertelfinale 3 GS bis 15 |                       |                      | Halbfinale 3 GS bis 15         | Halbfinale 3 GS bis 15 |  |  | Finale 3 GS bis 15 | Finale 3 GS bis 15 |
|  |                           |                           |                       |                      |                                |                        |  |  |                    |                    |
|  |                           |                           |                       |                      |                                |                        |  |  |                    |                    |
|  | Christian Rudolph         | 15/15/12/15(1,266)        |                       |                      |                                |                        |  |  |                    |                    |
|  | Christian Rudolph         | 15/15/12/15(1,266)        |                       |                      |                                |                        |  |  |                    |                    |
|  | Paul Stroobants           | 6/11/15/8(0,909)          |                       |                      |                                |                        |  |  |                    |                    |
|  | Paul Stroobants           | 6/11/15/8(0,909)          | Christian Rudolph     | 12/8/15/15/12(0,939) |                                |                        |  |  |                    |                    |
|  |                           |                           | Christian Rudolph     | 12/8/15/15/12(0,939) |                                |                        |  |  |                    |                    |
|  |                           | Dick van Uum              | 15/15/13/10/15(1,130) |                      |                                |                        |  |  |                    |                    |
|  | Danny Korte               | Dick van Uum              | 15/15/13/10/15(1,130) | 14/7/15/11(1,000)    |                                |                        |  |  |                    |                    |
|  | Danny Korte               |                           |                       | 14/7/15/11(1,000)    |                                |                        |  |  |                    |                    |
|  | Dick van Uum              | 15/15/11/15(1,191)        |                       |                      |                                |                        |  |  |                    |                    |
|  |                           |                           | Dick van Uum          | 15/11/8/12(0,938)    |                                |                        |  |  |                    |                    |
|  |                           |                           |                       | Lennart Blomdahl     | 4/15/15/15(0,980)              |                        |  |  |                    |                    |
|  | Michael Nilsson           | 1/8/15/15/15(1,058)       |                       |                      |                                |                        |  |  |                    |                    |
|  | Jorge Theriaga            | 15/15/10/14/12(1,346)     |                       |                      |                                |                        |  |  |                    |                    |
|  | Jorge Theriaga            | 15/15/10/14/12(1,346)     | Michael Nilsson       | 8/15/11/14(1,142)    |                                |                        |  |  |                    |                    |
|  |                           |                           | Michael Nilsson       | 8/15/11/14(1,142)    | Spiel um Platz 3 (2 GS bis 15) |                        |  |  |                    |                    |
|  |                           | Lennart Blomdahl          | 15/4/15/15(1,139)     |                      |                                |                        |  |  |                    |                    |
|  | Lennart Blomdahl          | Lennart Blomdahl          | 15/4/15/15(1,139)     | 15/15/15(1,666)      | Christian Rudolph              | 15/9/14(1,225)         |  |  |                    |                    |
|  | Lennart Blomdahl          |                           |                       | 15/15/15(1,666)      | Christian Rudolph              | 15/9/14(1,225)         |  |  |                    |                    |
|  | Jan Arnouts               | 8/7/9(0,923)              |                       | Michael Nilsson      | 12/15/15(1,312)                |                        |  |  |                    |                    |
|  | Jan Arnouts               | 8/7/9(0,923)              |                       |                      | 12/15/15(1,312)                |                        |  |  |                    |                    |
|  |                           |                           |                       |                      |                                |                        |  |  |                    |                    |

## Abschlusstabelle
| MP    | Match Points (Sieger = 2; Unentschieden = 1; Verlierer = 0) |
| Pkte. | Erzielte Karambolagen                                       |
| Aufn. | Benötigte Versuche                                          |
| GD    | Generaldurchschnitt                                         |
| BED   | Bester Einzeldurchschnitt eines Spielers                    |
| HS    | Höchstserie                                                 |
|       | Bester GD des Turniers                                      |
|       | Bester ED des Turniers                                      |
|       | Beste HS des Turniers                                       |
|       | 1. Platz (Gold)                                             |
|       | 2. Platz (Silber)                                           |
|       | 3. Platz (Bronze)                                           |

| Phase           | Platz | Name               | MP | SP   | Pkte | Aufn. | GD    | BED   | HS | RP |
| --------------- | ----- | ------------------ | -- | ---- | ---- | ----- | ----- | ----- | -- | -- |
| Finale          | 1     | Lennart Blomdahl   | 12 | 15:3 | 212  | 180   | 1,177 | 1,666 | 6  | 18 |
| Finale          | 2     | Dick van Uum       | 10 | 13:8 | 267  | 244   | 1,094 | 1,191 | 6  | 14 |
| Halb- finale    | 3     | Michael Nilsson    | 10 | 12:7 | 246  | 208   | 1,182 | 1,312 | 7  | 11 |
| Halb- finale    | 4     | Christian Rudolph  | 6  | 11:9 | 260  | 214   | 1,214 | 1,266 | 7  | 9  |
| Viertel- finale | 5     | Jorge Theriaga     | 6  | 8:5  | 175  | 140   | 1,250 | -     | 11 | 7  |
| Viertel- finale | 6     | Jan Arnouts        | 6  | 6:5  | 132  | 114   | 1,157 | -     | 9  | 6  |
| Viertel- finale | 7     | Paul Stroobants    | 4  | 6:5  | 153  | 139   | 1,100 | -     | 8  | 5  |
| Viertel- finale | 8     | Danny Korte        | 4  | 4:6  | 128  | 139   | 0,920 | -     | 7  | 4  |
| Gruppen- phase  | 9     | Edgar Bettzieche   | 4  | 5:3  | 95   | 112   | 0,848 | -     | 4  | 3  |
| Gruppen- phase  | 10    | Brian Knudsen      | 4  | 4:2  | 81   | 74    | 1,094 | -     | 7  | 3  |
| Gruppen- phase  | 11    | Johnny Møller      | 4  | 4:2  | 81   | 85    | 0,952 | -     | 6  | 3  |
| Gruppen- phase  | 12    | Leon Smolders      | 4  | 5:4  | 102  | 131   | 0,778 | -     | 6  | 3  |
| Gruppen- phase  | 13    | Tonny Carlsen      | 4  | 4:3  | 99   | 90    | 1,100 | -     | 5  | 2  |
| Gruppen- phase  | 14    | Karsten Lieberkind | 4  | 4:3  | 85   | 83    | 1,024 | -     | 5  | 2  |
| Gruppen- phase  | 15    | Maximo Aguirre     | 4  | 4:3  | 83   | 74    | 1,121 | -     | 7  | 2  |
| Gruppen- phase  | 16    | Peter Thøgersen    | 4  | 4:3  | 51   | 38    | 1,342 | -     | 6  | 2  |